# Horisme tersata
Horisme tersata là một loài bướm đêm thuộc họ Geometridae. Loài này được tìm thấy ở miền Cổ bắc.
Sải cánh dài 31–36 mm. Chiều dài cánh trước là 14–18 mm. Con trưởng thành bay in one hoặc two generations từ tháng 5 đến tháng 8. .
Ấu trùng ăn Clematis vitalba.

## Hình ảnh

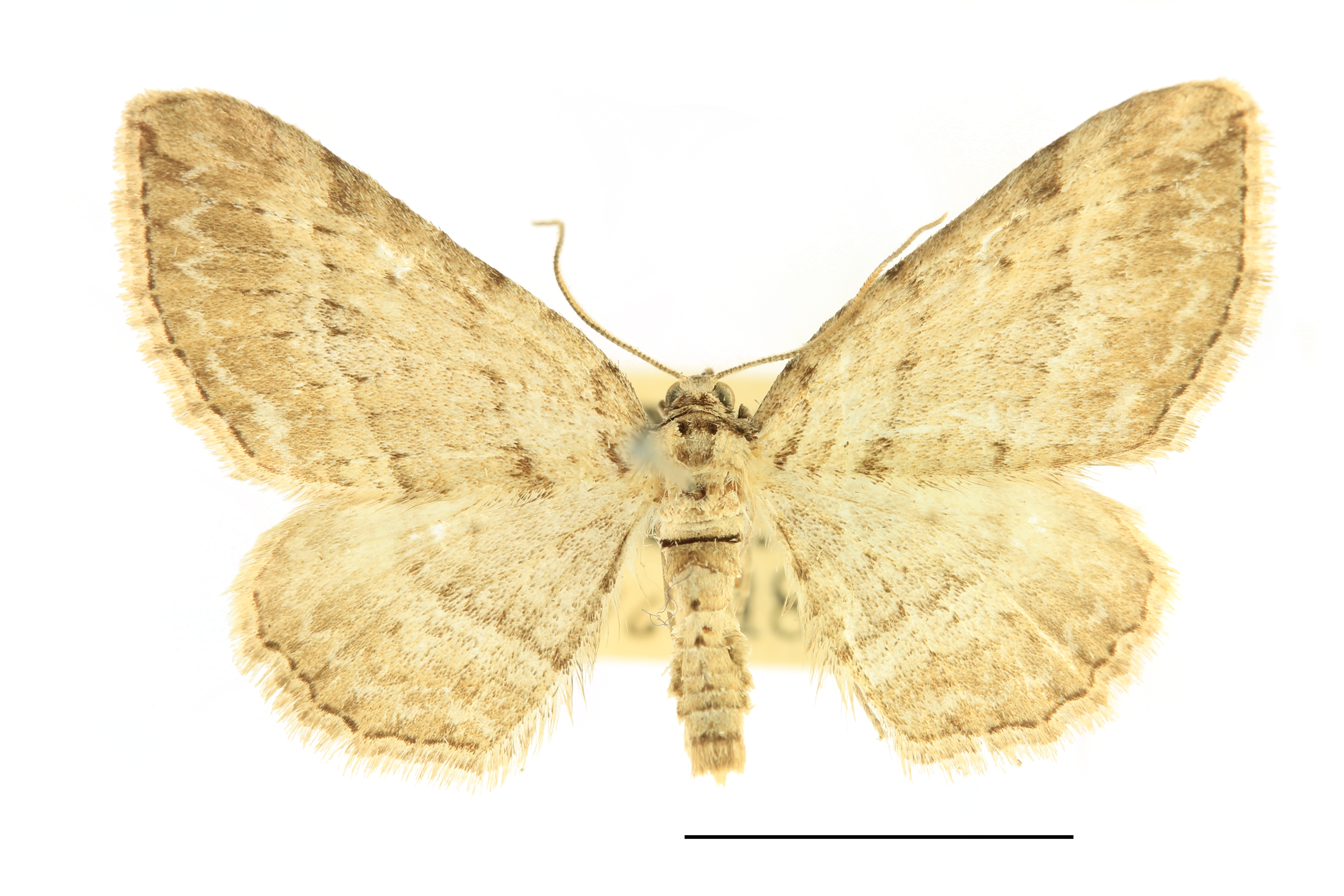
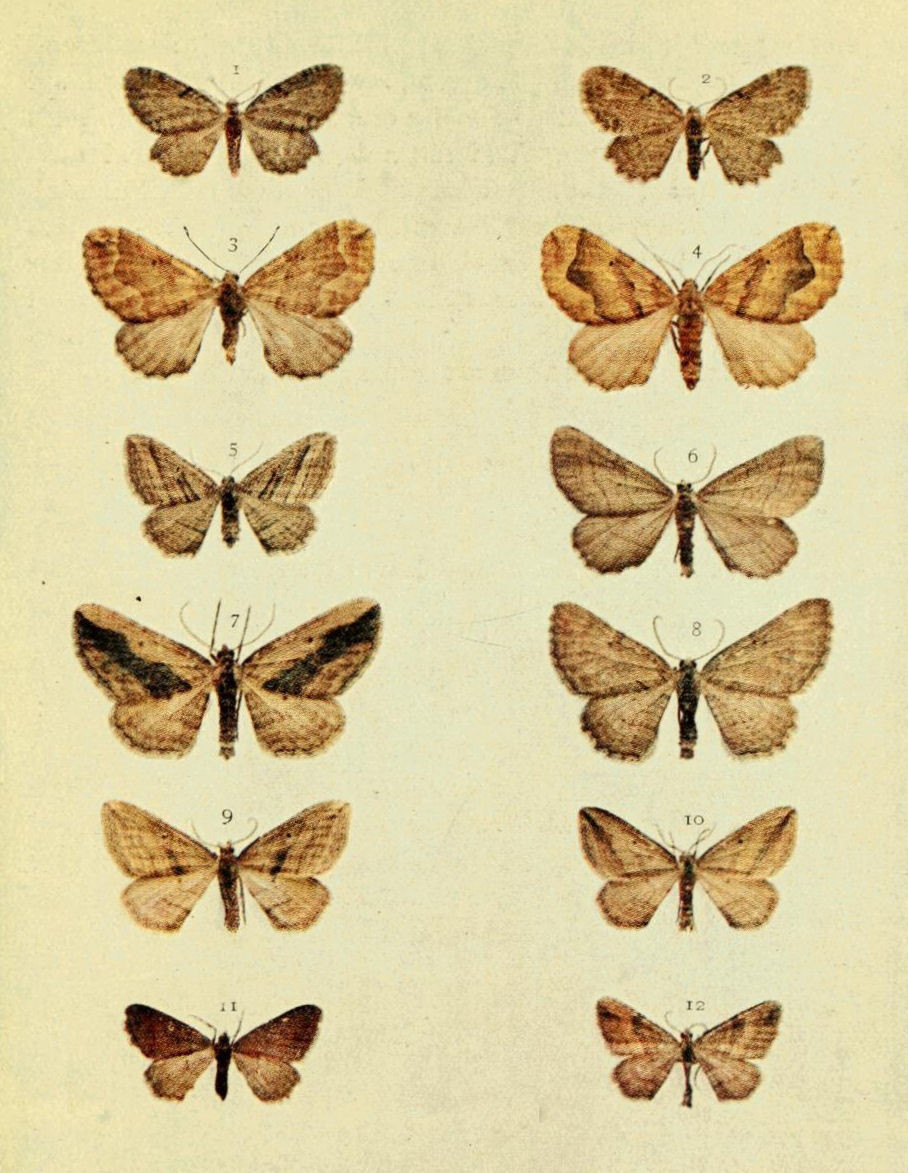